# Pedro Cisternas Guzmán
Pedro Armando Cisternas Guzmán; (n. Ovalle, 19 de junio de 1910 - f. Antofagasta, 24 de marzo de 1989). Político socialista chileno. Hijo de Pedro Segundo Cisternas Gallardo y Blanca Ester Guzmán Gómez. Se casó con Clorinda del Carmen Guerra Rojas.
Militó en el Partido Socialista Popular, Partido Socialista de Chile y Unión Socialista Popular.
Fue elegido diputado por la Segunda Agrupación Departamental "Antofagasta, Tocopilla, El Loa y Taltal", en representación del PSP por el período 1953-1957; integró la Comisión Permanente de Defensa Nacional. 